# Climacocodon ikarii
Climacocodon ikarii is een hydroïdpoliep uit de familie Margelopsidae. De poliep komt uit het geslacht Climacocodon. Climacocodon ikarii werd in 1924 voor het eerst wetenschappelijk beschreven door Uchida. 